# Aborígenes de Taiwan
Os aborígenes de Taiuã (chinês: 原住民, pinyin: yuánzhùmín, "habitantes originais"), também conhecidos como formosenses ou taiuaneses indígenas, são os povos austronésios que hão habitado a ilha de Taiuã antes da colonização chinesa e europeia.
O termo gaoxã (chinês: 高山族; pinyin: Gāoshān zú, "tribos das terras altas") é comummente utilizado na China continental e pelas autoridades da República Popular da China. Em Taiuã, no entanto, o termo é refere somente aos povos originários das regiões mais montanhosas no leste da ilha, excluindo implicitamente os povos indígenas das planícies ocidentais.